# Сатсанг
Сатса́нг (санскрит सत्सङ्ग, IAST: satsaṅga, хинди सत्संग, IAST: satsaṅg; sat = истина, sanga = собрание, или санскрит Садху и Сангха) — понятие в индийской философии, обозначающее: 
1. собрание людей вокруг просветленного человека или харизматичного лидера, с целью услышать истину, говорить о ней и усваивать её[2];
2. общение с гуру;
3. высшее истинное сообщество, сообщество высшей истины.